# Тен'юе
Тен'юе (кит. спр. 腾越镇, піньїнь: Téngyuè Zhèn) — містечко в південнокитайській провінції Юньнань, складова міста Тенчун у префектурі Баошань.

## Географія
Тен'юе розташовується на півдні пасма Гендуаншань — висота понад 1000 метрів над рівнем моря нівелює спекотний клімат низьких широт.

### Клімат
Містечко знаходиться у зоні, котра характеризується океанічним кліматом субтропічних нагір'їв. Найтепліший місяць — серпень із середньою температурою 20 °C (68 °F). Найхолодніший місяць — січень, із середньою температурою 7.8 °С (46 °F).
| Клімат Тен'юе           | Клімат Тен'юе | Клімат Тен'юе | Клімат Тен'юе | Клімат Тен'юе | Клімат Тен'юе | Клімат Тен'юе | Клімат Тен'юе | Клімат Тен'юе | Клімат Тен'юе | Клімат Тен'юе | Клімат Тен'юе | Клімат Тен'юе | Клімат Тен'юе |
| Показник                | Січ.          | Лют.          | Бер.          | Квіт.         | Трав.         | Черв.         | Лип.          | Серп.         | Вер.          | Жовт.         | Лист.         | Груд.         | Рік           |
| Середній максимум, °C   | 16            | 17            | 21            | 23            | 23            | 23            | 23            | 24            | 24            | 22            | 19            | 17            | 21            |
| Середня температура, °C | 8             | 9             | 13            | 15            | 18            | 19            | 19            | 20            | 19            | 16            | 12            | 9             | 14            |
| Середній мінімум, °C    | 0             | 2             | 5             | 9             | 13            | 16            | 17            | 17            | 15            | 12            | 6             | 2             | 9             |
| Норма опадів, мм        | 18            | 35            | 42            | 69            | 133           | 252           | 297           | 264           | 166           | 161           | 45            | 17            | 1499          |
| ----------------------- | ------------- | ------------- | ------------- | ------------- | ------------- | ------------- | ------------- | ------------- | ------------- | ------------- | ------------- | ------------- | ------------- |
| Джерело: Weatherbase    |               |               |               |               |               |               |               |               |               |               |               |               |               |